# Sara Razai

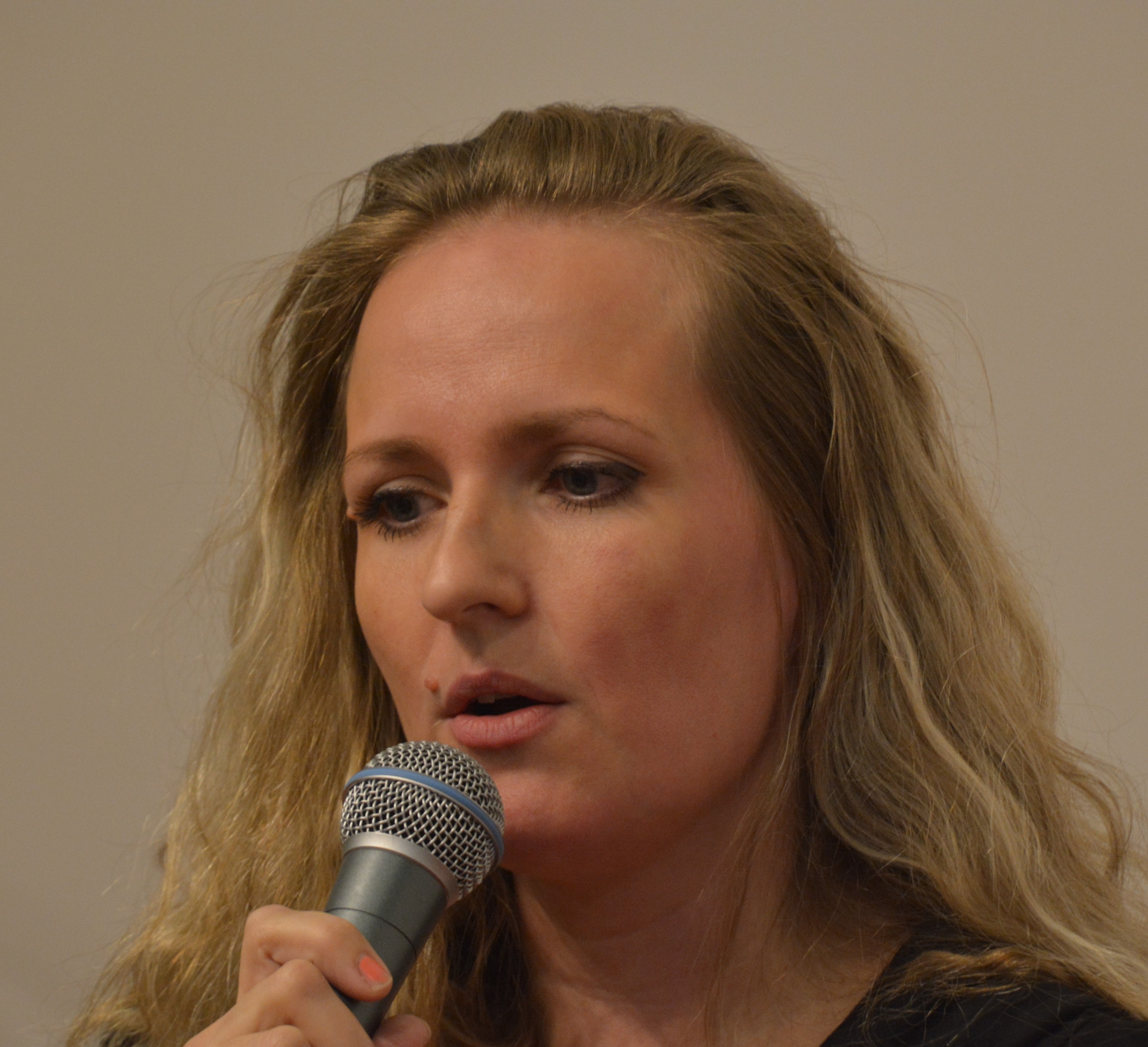
Sara Razai på Bokmässan i Göteborg 2016

Sara Razai, född 1979 i Kristinestad, är en finlandssvensk lärare och författare. Hon har studerat litteratur och engelska i Åbo.
Hon debuterade som författare 2012 med romanen Jag har letat efter dig.